# 飛騨・美濃伝統野菜
飛騨・美濃伝統野菜（ひだ・みのでんとうやさい）とは、岐阜県で生産される野菜、果樹のうち、岐阜県知事が認証した野菜、果樹につけられる名称である。

## 認証条件
認証条件は、岐阜県内で生産されている野菜、果樹等で、以下の条件を満たすものであること（「飛騨・美濃伝統野菜」認証要領 第4条各号）。
- 主に岐阜県で栽培されていること。
- 岐阜県の気候風土により特性がみられること。
- 昭和20年以前から栽培され、地域に定着していること。

## 認証されている品目
2001年（平成13年）から認証制度を開始。2015年（平成27年）時点では27品目が認証されていたが、2023年（令和5年）4月現在、31品目が認証されている。2023年9月に国府なすが認証され、2023年9月現在、32品目（野菜27、果樹5）となっている。
- あきしまささげ

ささげ。主な栽培地は高山市（旧・丹生川村、旧・国府町、旧・高山市）、飛騨市（旧・古川町）。気温の低下とともにさやの表面に紫色の美しい縞模様が現れるのが特徴であり、名称は秋に縞が現れることに由来する。
- あじめコショウ

トウガラシ。主な栽培地は中津川市、（旧・福岡町）。名称はアジメドジョウに形が似ていることに由来し、コショウはこの地方の唐辛子の方言である。
- きくいも

きくいも。主な栽培地は恵那市（旧・岩村町）。
- 菊ごぼう

山ゴボウ（キク科アザミ属モリアザミの根）。主な栽培地は中津川市（旧・福岡町・旧・中津川市）。名称は切り口が菊に似ていることかである。
- 桑の木豆

インゲンマメ。主な栽培地は山県市（旧・美山町）。完熟するとさやや豆に赤いかすり模様が入るのが特徴であり、名称はこの地域では桑の木の根元に種をまき、木に這わせて栽培したことからという。
- 沢あざみ

あざみ。主な栽培地は揖斐川町（旧・春日村）。名称は伊吹山麓の沢に自生していたのを採取し、栽培したことからという。2002年（平成14年）認証。
- 十六ささげ

ささげ。主な栽培地は羽島市、本巣市（旧・糸貫町）。さやに16個の豆が入っているのが特徴であり、名称もこれに由来する。
- 千石豆

フジマメ。主な栽培地は岐阜市南部。さやの形が千石船に似ていること、またたくさん実をつけることから、この地域ではそう呼ばれる。
- 徳田ねぎ

ねぎ。主な栽培地は岐南町。青ネギと白ネギの中間の品種であり、名称は岐南町徳田地区で栽培が始まったことに由来する。
- 西方いも

サトイモ。主な栽培地は中津川市（旧・加子母村）。名称は加子母村大字加子母字小郷西（通称：西方）で代々栽培さてていたことに由来する。
- 飛騨一本太ねぎ

ねぎ。主な栽培地は高山市（旧・丹生川村、旧・高山市）、飛騨市（旧・古川町）。原産地は高山市（旧・上枝村）と言われている。
- 飛騨紅かぶ

カブ（赤カブ）。主な栽培地は高山市（旧・丹生川村、旧・国府町、旧・上宝村、旧・高山市）、飛騨市（旧・古川町）。1918年（大正7年）に丹生川村で栽培されていた八賀かぶの中から発見された突然変異株が元である。
- まくわうり

マクワウリ。栽培地は主な本巣市（旧・真正町）。旧・真桑村原産とされ、名称はその旧村名に由来する。
- 守口だいこん

守口大根。主な栽培地は岐阜市、各務原市（旧・川島町）。岐阜市では長良川流域の砂質土壌の地域（則武地区、鷺山地区、島地区）で栽培。各務原市の旧・川島町も木曽川流域の砂質土壌の地域である。2022年現在、栽培農家は4軒まで減少。2024年現在、生産農家は岐阜市だが、栽培は全て各務原市川島地区と羽島郡笠松町で行っている。
- わしみかぶら

カブ。主な栽培地は郡上市（旧・高鷲村）。紫に近い色合い。下部ほど色が薄くなり、下の3分の2は白いのが特徴。名称は高鷲村大字鷲見に由来するという。
- 堂上蜂屋柿

柿。主な栽培地は美濃加茂市。蜂屋村原産の渋柿であり、文治年間に地域の郷士が鎌倉将軍にこの柿の干し柿を献上。柿の名と村名を「蜂屋」と賜ったと伝わる。干し柿はスローフード協会の「味の箱舟」に認定されている。
- 弘法いも

じゃがいも。主な栽培地は本巣市（旧・根尾村）。名称は弘法大師がこの地を訪れた際植えたという言い伝えによるという。
- 瀬戸の筍

孟宗竹の筍。主な栽培地は中津川市。元々は薩摩藩から苗木藩にもたされた竹であり、苗木藩領の瀬戸村に栽植された。名称も瀬戸村に由来する。
- 種蔵紅かぶ

カブ。主な栽培地は飛騨市（旧・宮川村）。鮮やかな赤紫色の紅かぶで、円錐形であり、葉軸は赤いのが特徴。種蔵地区で自家採種により栽培が続けられたものが元であり、名称もこれに由来する。
- 半原かぼちゃ

かぼちゃ。主な栽培地は瑞浪市、恵那市、可児市。日吉村半原（現・瑞浪市）で会津菊かぼちゃを導入し、自家採種を繰り返した物であり、名称もこれに由来する。
- 伊自良大実柿

柿。主な栽培地は山県市（旧・伊自良村）。小玉で、干し柿に適した柿。この地域では柿を並べ連ねたものをすだれのように吊り下げ干し、「連柿」という名称で出荷される。名称は近江地方の柿を持ち込み栽培したことからという。
- 紅うど

ウド。主な栽培地は恵那市（旧・上矢作町）。鮮明な赤色と香りが強くて柔らかく、一般の山うどよりアクが少ない。
- 藤九郎ぎんなん

銀杏。主な栽培地は羽島市、瑞穂市（旧・穂積町）。穂積町原産でぎんなんの品種の中では最も大粒であるのが特徴。名称は原木があった邸宅の家主の名に由来する。
- 南飛騨富士柿

柿。主な栽培地は下呂市。不完全渋柿であり、果実が四角ばりであるのが特徴。
- 高原山椒

山椒。主な栽培地は高山市（旧・上宝村）。一般的な山椒に比べて実が小ぶりで深い緑色で香りが良いのが特徴。名称は江戸時代のこの地域の郷、高原郷（たかはらごう）に由来するという。
- 島ごぼう

牛蒡。主な栽培地は岐阜市。比較的短根、側根が多いのが特徴。昭和初期、岐阜市島地区がこの名称で市場に出荷したのが名称の由来である。2008年（平成20年）認証。
- 久野川かぶら

カブ。主な栽培地は下呂市（旧・下呂町）。葉や茎まで赤い。主に漬物に利用される。名称は栽培地の久野川地区に由来する。
- 春日きゅうり

キュウリ。主な栽培地は揖斐川町（旧・春日村、旧・久瀬村）。太く短い形が特徴。名称は春日村に由来する。2022年（令和4年）3月認証。
- 春日豆

つる性の豆。主な栽培地は揖斐川町（旧・春日村、旧・久瀬村）。名称は春日村に由来する。2022年（令和4年）3月認証。
- こんぶり

アサツキの鱗茎。栽培地は揖斐川町（旧・春日村）。自家消費用に栽培されていたものである。2022年（令和4年）3月認証。
- 春日はるな

葉菜類（アブラナ科）の一種。主な栽培地は揖斐川町（旧・春日村、旧・久瀬村）。2023年（令和5年）3月認証。
- 国府なす

ナス。主な栽培地は高山市（旧・国府町）。朴葉味噌文化があることもあり、味噌をのせて調理する焼きなすにむいた品種として栽培され続けられた。2023年（令和5年）9月認証。